# Star Reach
Star Reach (parfois écrit Star*Reach) est un comics américain de science fiction et de fantasy publié de 1974 à 1979 par Mike Friedrich.

## Historique de publication
Un des premiers comics indépendant grand-public, Star*Reach fait le lien entre les comics underground et les comics dominants de Marvel et DC Comics avec des histoires destinées à un lectorat adulte. Parmi les auteurs ayant participé à ce comics se trouvent Howard Chaykin, Jim Starlin et Barry Windsor-Smith. En plus des bandes dessinées, le comics comporte aussi des nouvelles par des auteurs comme Roger Zelazny.
La société de Friedrich se développe ensuite et sont publiés des comics comme Quack, Imagine et Pudge, Girl Blimp de Lee Marrs . La société a cessé de publier en 1979.
En 1984, Eclipse Comics réédite plusieurs numéros de Star*Reach et Imagine sous le titre de Star*Reach Classics.

## Sources
- Richard Arndt, Mike Friedrich, The Star Reach Companion, TwoMorrows Publishing, 2013.